# Élections municipales malgaches de 2015
Les élections municipales malgaches de 2015 ont lieu le 31 juillet 2015 à Madagascar,.

## Système électoral
Madagascar est divisée en 1695 communes dotées chacune d'un conseil municipal et d'un Maire élus pour quatre ans au scrutin proportionnel plurinominal avec liste fermées, selon la méthode du plus fort reste. Le candidat en tête de la liste ayant recueilli le plus de voix est élu Maire, sans limitation du nombre de mandats.
Le nombre de conseillers municipaux composant le conseil dépend du type de la commune et de son nombre d'habitants, selon le tableau suivant :
| Habitants         | Conseillers      |
| Communes rurales  | Communes rurales |
| ----------------- | ---------------- |
| Moins de 10 000   | 5                |
| 10 001 à 20 000   | 7                |
| Communes urbaines |                  |
| 20 001 à 50 000   | 9                |
| 50 001 à 80 000   | 11               |
| 80 001 à 120 000  | 13               |
| 120 001 à 250 000 | 15               |
| Plus de 250 000   | 19               |

Enfin, la capitale Antananarivo dispose d'un statut spécial en raison de son nombre élevé d'habitants, ses 6 arrondissement totalisant environ 1 620 000 personnes en 2015. La ville dispose par conséquent d'un conseiller par 30 000 habitants, soit 54 en 2015.